# Scheletro (anatomia umana)

Visione frontale dello scheletro umano

Visione posteriore dello scheletro umano

Lo scheletro umano è una struttura di protezione e sostegno posta all'interno del corpo, formata da un insieme di ossa e tessuto cartilagineo che sostiene il corpo umano. Alla nascita lo scheletro umano presenta circa 270 ossa, da adulti le ossa si riducono a 206 legate tra loro da 68 articolazioni: durante lo sviluppo, alcune ossa si uniscono tra di loro. In un adulto medio, lo scheletro rappresenta circa il 20% del peso corporeo.
Lo scheletro può essere suddiviso in ossa del capo, ossa del tronco e ossa degli arti. Le ossa sono elencate nella lista delle ossa dello scheletro umano.
Le funzioni dello scheletro sono:
- sostegno
- protezione di parti molli e delicate, come la scatola cranica (che protegge il cervello), la gabbia toracica (che protegge i polmoni), la colonna vertebrale (che protegge il midollo spinale e midollo osseo).
- equilibrio, insieme a muscoli e articolazioni sotto il controllo dei nervi
- movimento, essendo strettamente connesso ai muscoli
- eritropoietica ed emopoietica, ovvero la produzione di globuli rossi, bianchi e piastrine tramite il midollo osseo
- plastica, cioè dà forma al corpo
- deposito di sali minerali

## Disposizione delle cartilagini
Fanno parte dello scheletro anche le cartilagini tra cui: le cartilagini delle superfici articolari, dei dischi e dei menischi, la porzione cartilaginea delle coste, alcune più indipendenti:
- dell'orecchio
  - cartilagine auricolare (2)
  - cartilagine della tuba uditiva (2)
- del naso
  - cartilagine del setto (1)
  - cartilagine laterale (2)
  - cartilagine alare maggiore (2)
  - cartilagini accessorie del naso (alari minori, sesamoidee, vomero-nasale: fino a 10)
- della laringe
  - cartilagine cricoidea (1)
  - cartilagine tiroidea (1)
  - cartilagine epiglottica (1)
  - cartilagine aritenoidea (2)
  - cartilagini accessorie della laringe (cornicolate, triticee, cuneiformi, sesamoidee, procricoidea: 7)
- della trachea e dei bronchi
  - cartilagini tracheali (15-20)
  - sprone o carena tracheale
  - cartilagini bronchiali
  - placche cartilaginee (irregolari)

## Classificazioni delle ossa
Lo scheletro adulto è composto da 206 ossa.  
Le ossa possono dividersi rispetto alla struttura in:
- osso compatto, che appare omogeneo e denso;
- osso spugnoso, composto da una rete di sbarrette e lamine ossee che racchiudono cavità più o meno ampie.

Le ossa possono distinguersi in:
- impari, situate sulla linea mediana del corpo;
- pari, poste ai lati della linea mediana.

Inoltre si suddividono in:
- lunghe, prevale la lunghezza su larghezza e spessore, constano di un corpo centrale o diafisi composto da osso compatto, e di due estremità o epifisi costituite da osso spugnoso (es. femore);
- brevi, generalmente sono cuboidali costituite per lo più di osso spugnoso (es. polso);
- piatte, sono laminari sottili e generalmente incurvate, constano di due strati sottili di osso compatto tra i quali è compreso uno strato di osso spugnoso (es. scapola);
- irregolari, hanno una forma complessa e superfici incavate, spigolose, corte o appiattite (es. vertebra);
- sesamoidi, appiattite, piccole e tondeggianti e si sviluppano internamente ai tendini (es. patella);
- wormiane o suturali, appiattite, piccole e con forma indefinita, si trovano nelle linee di sutura delle ossa del cranio

Il femore è l'osso più lungo del corpo umano, la staffa l'osso più piccolo.

## Come sono le ossa in base all'età
Negli stadi iniziali dello sviluppo le ossa lunghe sono formate da cartilagine ialina e le ossa piatte del cranio sono in realtà membrane fibrose. Durante lo sviluppo fetale sia le ossa piatte che le ossa lunghe si modellano e vengono in gran parte sostituite con osso. Alla nascita sono ancora presenti alcune fontanelle craniche per consentire l'ulteriore sviluppo dell'encefalo, ma entro il 2º anno di vita ossificano completamente. Alla fine dell'adolescenza le placche epifisarie delle ossa lunghe che permettono la crescita longitudinale nel corso dell'infanzia si sono completamente ossificate e termina così la crescita delle ossa lunghe.
Lo scheletro muta nel corso di tutta la vita, ma i cambiamenti più drastici avvengono nell'infanzia. Alla nascita il neurocranio del neonato è sproporzionato rispetto alla faccia. La rapida crescita del neurocranio prima e dopo la nascita è legata alla crescita dell'encefalo. A 2 anni di età le dimensioni del cranio sono i 2/3 di quelle nell'età adulta, dimensioni che vengono raggiunte intorno agli 8-9 anni di età. Le cosiddette curvature primarie sono presenti alla nascita e sono convesse posteriormente, cosicché la colonna vertebrale del neonato è arcuata come quella degli animali a quattro zampe.
In gioventù l'accrescimento dello scheletro non determina soltanto l'aumento di lunghezza e delle dimensioni del corpo, ma ne cambia anche le proporzioni.
Durante la pubertà la pelvi femminile si amplia per predisporsi alla gravidanza, mentre lo scheletro maschile complessivamente diviene più robusto. Dopo il raggiungimento della statura definitiva fino all'età di mezzo lo scheletro, in condizioni normali, non subisce che piccole modificazioni.
Le ossa per rimanere strutturalmente valide devono essere sollecitate meccanicamente. In condizioni di inattività le ossa diventano più sottili e fragili, è per questo che nelle persone anziane le fratture rappresentano il problema osseo più frequente.

## Composizione chimica
La sostanza fondamentale delle ossa allo stato fresco è costituita da (dati forniti da Hulgen):
- sostanza inorganica, 55,28%
- sostanza organica, 27,72%
- acqua, 17%.

La sostanza organica è l'osseina; per isolarla l'osso viene trattato con un acido: le sostanze inorganiche si sciolgono, ma l'osso mantiene la sua forma primitiva.
La parte inorganica è costituita da:
- fosfato di calcio, 83,89-85,90%
- carbonato di calcio, 9,06-11,00%
- fosfato di magnesio, 1,04-1,84%
- fluoruro di calcio, 3,20-0,70%.

## Tavole di Manouvrier
Le tavole di Manouvrier forniscono le misure medie delle ossa lunghe umane, in base al sesso e all'altezza del soggetto.

## Malattie delle ossa
- Osteoporosi:[1] è la perdita della massa ossea che comporta assottigliamento e fragilità dei segmenti scheletrici. L'osteoporosi di solito compare in età avanzata, soprattutto nelle donne, e interessa in modo particolare la colonna vertebrale e il collo del femore. Altri fattori che possono contribuire sono una dieta povera di calcio e proteine, la carenza di vitamina D, il fumo e un insufficiente esercizio fisico che solleciti meccanicamente le ossa.
- Osteoartrosi: è la forma più frequente di malattia degenerativa cronica delle articolazioni, che si manifesta tipicamente in età avanzata. Nell'OA la cartilagine articolare si rammollisce, si logora e alla fine si rompe. Col progredire della malattia l'osso, (dove non è più rivestito da cartilagine) prolifera attorno ai margini della cartilagine erosa dando origine a spicole ossee che, sporgendo dentro la cavità, limitano i movimenti dell'articolazione. I pazienti lamentano all'inizio del movimento rigidità articolare che poi diminuisce con l'attività. Le articolazioni più colpite sono quelle delle dita delle mani, della colonna cervicale e lombare, ginocchio e anca. Il decorso dell'osteoartrite è generalmente lento e irreversibile ma raramente invalidante; viene attenuata dall'uso di anestetici blandi.
- Artrite reumatoide: è una malattia infiammatoria cronica. Insorge generalmente tra i 30 e i 40 anni; l'incidenza è tre volte maggiore nelle donne che negli uomini. In genere risultano interessate contemporaneamente più articolazioni, e in maniera simmetrica. Le articolazioni più frequentemente affette sono quelle delle dita delle mani, del polso, dell'anca e dei piedi. L'AR è una malattia autoimmune nella quale il sistema immunitario del corpo tenta di autodistruggere i propri tessuti. Insorge con rigonfiamento delle articolazioni, la cartilagine articolare viene via via sempre più sgretolata e distrutta e si forma tessuto cicatriziale che alla fine ossifica deformando le articolazioni. L'AR non sempre progredisce fino allo stadio della deformazione ma in tutti i casi comporta una limitazione dei movimenti articolari e una grave sintomatologia dolorosa.
- Artrite gottosa: è una malattia nella quale l'acido urico si accumula nel sangue e si può depositare sotto forma di cristalli nei tessuti molli delle articolazioni; interessa di solito una sola articolazione spesso l'alluce. La gotta si riscontra più frequentemente nel sesso maschile e raramente insorge prima dei 30 anni, sono coinvolti i fattori genetici. La gotta se trascurata può essere estremamente devastante perché esita nella fusione dei capi ossei delle articolazioni affette e la loro conseguente immobilità.